# The Final (2010)
The Final är en amerikansk skräckfilm från 2010, regisserad av Joey Stewart, med Marc Donato, Jascha Washington och Travis Tedford i huvudrollerna.

## Handling
Dane, en besvärad student med en dödlig vendetta, leder en grupp utstötta som planerar att hämnas åren av förnedring de fått stå ut med av de populära eleverna på Hohn High School. De utstötta vänder på rollerna, och för de populära eleverna väntar en natt som kommer att lämna dem ärrade för livet.

## Rollista
- Marc Donato som Dane
- Jascha Washington som Kurtis
- Whitney Hoy som Bridget
- Julin som Heather
- Lindsay Seidel som Emily
- Laura Ashley Samuels som Kelly
- Justin S. Arnold som Bradley
- Travis Tedford som Andy
- Eric Isenhower som Jack
- Vincent Silochan som Ravi
- Farah White som The Reporter
- Zacherias Judge som The Camera man

## Recensioner
The Movie Spot gav filmen 3,5 av 5 och sade att "The Final är en hyfsad film. Och ett mycket bra bidrag till Horrorfestserien."